# Corvées de nouvel an
Corvées de nouvel an (en russe : Prazdnitchnaïa povinnost) est une nouvelle d’Anton Tchekhov, parue en 1885.

## Historique
Corvées de nouvel an est initialement publié dans la revue russe Divertissement, no 1, du 3 janvier 1885, signée A.Tchekhonte. Aussi traduit en français sous le titre Service de fête.

## Résumé
Ludmilla Liagavoï-Gryzlov, 60 ans, veuve du vice-gouverneur de Tchernogoub, attend chez elle les visiteurs du nouvel an. Pour l’instant, seul Okourkine, le doyen des conseillers, a fait le déplacement ; il apprend d’ailleurs à sa bienfaitrice que les fonctionnaires de la ville ont décidé de ne pas faire de visite cette année, mais de se réunir tous au club pour se congratuler les uns les autres : est-ce une nouvelle mode, se demande-t-il ?
Okourkine se rappelle que jeune, il a fait des visites en ayant le typhus et qu'il avait visité un ami qui avait la petite vérole. Maintenant, tout le monde rejette cette tradition.
Avec les heures qui passent, Ludmilla sent bien qu’aucun de ses protégés, de ceux qu’elle a aidé à avoir leur place, ne viendra la voir. Elle éclate en sanglots.
Okourkine court rejoindre les fonctionnaires et les supplie d’aller voir la vieille sorcière. Par crainte de ce qu’elle pourrait leur faire, tous s’y rendent en maugréant.

## Édition française
- Corvées de nouvel an, traduit par Edouard Parayre, Les Éditeurs français réunis, 1955, numéro d’éditeur 431.